# Горяйнов, Пётр Тихонович
Пётр Тихонович Горяйнов (10 сентября 1927, хутор Красный, Верхнемамонский район, Воронежская область — 1 сентября 2005) — передовик советского сельского хозяйства, тракторист-машинист совхоза «Березинский» Чесменского района Челябинской области. Герой Социалистического Труда (1976). Заслуженный механизатор сельского хозяйства РСФСР.

## Биография
Родился 10 сентября 1927 года на хуторе Красный Богучарского уезда Воронежской губернии (ныне — Верхнемамонский район Воронежской области) в русской крестьянской семье.
В 1936 году вместе с семьёй переехал в Челябинскую область. Завершил обучение в неполной сельской школе. С началом Великой Отечественной войны, в возрасте четырнадцати лет, стал трудиться в колхозах Чесменского района Челябинской области, окончил курсы комбайнёров при Березинской машинно-тракторной станции. С января 1945 года обучался в школе механизаторов в Троицке. После возвращения в Березинскую МТС работал трактористом и комбайнёром.
Очень быстро освоил навыки профессии механизатора. Стал одним из лучших комбайнёров, ежегодно достигал высоких производственных результатов по уборке зерновых культур. В 1974 году обмолотил более 17 000 центнеров зерна, а в 1975 году намолотил 11 тысяч центнеров зерна.
Указом Президиума Верховного Совета СССР от 23 декабря 1976 года за выдающиеся успехи, достигнутые во Всесоюзном социалистическом соревновании, проявленную трудовую доблесть в выполнении планов и социалистических обязательств по увеличению производства и продажи государству зерна и других сельскохозяйственных продуктов в 1976 году, Петру Тихоновичу Горяйнову присвоено звание Героя Социалистического Труда с вручением ордена Ленина и золотой медали «Серп и Молот».
Член КПСС. В 1981 году избирался делегатом XVI съезда КПСС.
После выхода на заслуженный отдых проживал в Чесменском районе. Умер 1 сентября 2005 года.

## Награды
- Герой Социалистического Труда — указом Президиума Верховного Совета СССР от 22 марта 1976 года
- Орден Ленина — дважды (8.04.1971, 23.12.1976)
- Орден Октябрьской Революции (11.12.1973)
- Орден Трудового Красного Знамени — трижды (4.07.1951, 11.01.1957, 19.04.1967)
- другими медалями.
- Заслуженный механизатор сельского хозяйства РСФСР.
- Почётный гражданин Чесменского района (1971).